# Châteauneuf-de-Bordette
 Châteauneuf-de-Bordette  là một xã thuộc tỉnh Drôme trong vùng Rhône-Alpes đông nam nước Pháp. Xã Châteauneuf-de-Bordette nằm ở khu vực có độ cao từ 346-940 mét trên mực nước biển.